# 苏尔多克皮什珀基
苏尔多克皮什珀基，是匈牙利诺格拉德州所辖的一个村。总面积26.71平方公里，总人口1879，人口密度70.3人/平方公里（2011年1月1日）。